# Institut d'études politiques de Saint-Germain-en-Laye
L'Institut d'études politiques (IEP) de Saint-Germain-en-Laye, også kendt som "Sciences Po Saint-Germain-en-Laye", er en højere fransk læreanstalt inden for samfundsvidenskab.
48°54′2.591″N 2°4′13.02″Ø / 48.90071972°N 2.0702833°Ø

## Historie
Universitetet er oprettet i 2013 af Université de Versailles-Saint-Quentin-en-Yvelines og Université de Cergy-Pontoise.

## Fakulteter
Skolen har 5 fakulteter:
- Økonomi
- Historie
- Samfundsvidenskab
- Sociologi
- Jura

## Ekstern henvisning
- Hjemmeside for Sciences Po Saint-Germain-en-Laye